# Catalogul colecției Caleidoscop

Diferitele sigle folosite de Editura Ceres pentru colecția sa Caleidoscop

Editura Ceres a lansat sub numele Caleidoscop o serie de volume de sfaturi practice, de cultură generală, medicină, grădinărit, gastronomie etc. Colecția a fost numerotată.
Cu subtitlul Practic! Instructiv! Educativ! colecția de volume a prezentat diverse soluții practice și a adus răspunsuri la diferite probleme cotidiene întâmpinate în încercarea de îmbunătățire și înfrumusețare a vieții. Unele coperți au fost realizate de Nicolae Nicolaescu, Gion Mihail etc.

## Lista
| Nr. | Data apariției | Autor(i)                                                    | Titlu                                                                  | Note / Ref.                                                                         |
| --- | -------------- | ----------------------------------------------------------- | ---------------------------------------------------------------------- | ----------------------------------------------------------------------------------- |
| 1   | 1970           | I. T. Predescu                                              | 300 de rețete pentru scoaterea petelor                                 | [ 3 ]                                                                               |
| 2   | 1968           | Eugen Anastasiu                                             | În lumea plantelor de leac                                             | [ 4 ]                                                                               |
| 3?  | 1968           | Gheorghe Catrani                                            | Cum păstram alimentele în gospodărie                                   | [ 5 ]                                                                               |
| 4?  | 1969           | Irina Dordea                                                | 175 dulciuri rapide                                                    | [ 6 ]                                                                               |
| 5?  | 1969           | Elena Florescu                                              | Trufandale din grădina mea                                             | [ 7 ]                                                                               |
| 6?  | 1969           | D. Radu                                                     | Curiozități din viața animalelor                                       | [ 8 ]                                                                               |
| 7?  | 1969           | Ioana Savu                                                  | Laptele și multiplele lui întrebuințări                                | [ 9 ]                                                                               |
| 8   | 1969           | Aneta Dumitriu                                              | Capriciile modei și statornicia eleganței                              | Ilustrator Urbanky Petru.                                                           |
| 9?  | 1969           | Olga Tuduri                                                 | Din secretele frumuseții - Machiajul                                   | Ilustrator: Dana Sufana                                                             |
| 10? | 1970           | Mariana Ionescu                                             | Legumele, fructele și frumusețea                                       | [ 12 ]                                                                              |
| ?   | 1970           | Gheorghe Marin                                              | Labirintul minciunilor                                                 | [ 13 ]                                                                              |
| ?   | 1970           | Veronica Brote, Nadejdea Ciobanu                            | Preparate culinare din carne                                           | [ 14 ]                                                                              |
| ?   | 1970 ?         | Dimitrie Radu, Ștefan Deleanu                               | Pasări de apartament                                                   | Ilustrator Victor Babac. Ediția a II-a - 1972                                       |
| ?   | 1970           | ***                                                         | Invitație la revelion. 1001 idei practice și amuzante pentru revelion  | Ilustrator: H. Nobilescu                                                            |
| ?   | 1971           | Irina Dordea                                                | 250 dulciuri rapide                                                    | Ilustrator: Iulian Olariu. Ediția a II-a a lucrării "175 dulciuri rapide" adăugită. |
| ?   | 1971           | Veronica Brote, Nadejdea Ciobanu                            | Pe urmele renumitei bucătarii românești                                | [ 18 ]                                                                              |
| 20  | 1970           | Kehaia Ciresica, Serafim Venera                             | ABC în tricotaj. 90 de modele                                          | [ 19 ]                                                                              |
| 21  | 1970           | Sanda Faur                                                  | Arta de a face daruri                                                  | Ilustrator Petre Vulcănescu.                                                        |
| 22  | 1970           | Mihai Gheorghe Andrieș                                      | Din nimicuri, lucruri utile                                            | [ 21 ]                                                                              |
| 23  | 1970           | Olimpia Ștefănescu                                          | Bucătăria rapidă                                                       | Ilustrator Matty Aslan                                                              |
| 24  | 1970           | Aneta Dumitriu                                              | Capriciile modei și statornicia eleganței                              | Ediția a II-a                                                                       |
| 25  | 1970           | ?                                                           |                                                                        | [ 24 ]                                                                              |
| 26  | 1970           | N. N. Stravoiu, Nic. A. Stravoiu                            | Dresajul la câini                                                      | [ 25 ]                                                                              |
| 27  | 1970           | Neaga Graur                                                 | Stilurile în arta decorativă                                           | Ilustrator Toader Panait.                                                           |
| 28  | 1970           | Aneta Dumitriu                                              | Eleganța la... masculin                                                | [ 27 ]                                                                              |
| 29  | 1970           | Irina Dordea                                                | Torturi                                                                | [ 28 ]                                                                              |
| 30  | 1970           | Val Tebeica                                                 | Pasiunea mea - filatelia                                               | [ 29 ]                                                                              |
| 30  | 1971           | Mariana Ionescu                                             | Secrete mici, efecte mari                                              | vol. 1                                                                              |
| 31  | 1971           | Olga Tuduri                                                 | Mă coafez singură                                                      | Ilustrator: Grigoraș Monica.                                                        |
| 32  | 1971           | Al. Lungu                                                   | Nici prea gras, dar nici prea slab!                                    | Ilustrator: Petre Vulcănescu.                                                       |
| 33  | 1971           | Draga Neagu                                                 | Preparate reci pentru zile calde                                       | [ 33 ]                                                                              |
| 34  | 1971           | Kehaia Ciresica, Serafim Venera                             | Tricotaje pentru femei                                                 | [ 34 ]                                                                              |
| 35  | 1971           | Ciresica Kehaia, Venera Serafim                             | Tricotaje pentru bărbați și copii                                      | [ 35 ]                                                                              |
| 36  | 1971           | Ecaterina Teisanu                                           | Îmi reușesc toate conservele din fructe                                | Ed. a II-a                                                                          |
| 37  | 1971           | Maria Florea, Ivan Albon                                    | Tiparul practic                                                        | Ilustrator: Beatrice Ondrejsuck                                                     |
| 38  | 1971           | Robert Floru                                                | Dialog asupra atenției                                                 | [ 38 ]                                                                              |
| 39  | 1971           | Elena Rusu                                                  | Salate                                                                 | Ilustrații de Marinescu Gh.                                                         |
| 40  | 1971           | Olga Tuduri                                                 | Gimnastica și masajul                                                  | Ilustrator: Monica Grigoraș.                                                        |
| 41  | 1971           | Mariana Ionescu                                             | Secrete mici, efecte mari                                              | vol. 2                                                                              |
| 42  |                |                                                             |                                                                        | [ 24 ]                                                                              |
| 43  |                |                                                             |                                                                        | [ 24 ]                                                                              |
| 44  | 1972           | Irina Dordea                                                | Preparate din cafea                                                    | [ 42 ]                                                                              |
| 45  | 1972           | Giuseppe Navarra                                            | Domino. Jocuri distractive                                             | Ilustrator Poch A.                                                                  |
| 46  | 1973           | Mihaela Scânteianu                                          | Puncte și cusături românești                                           | [ 44 ]                                                                              |
| 47  | 1972           | Kehaia Cireșica, Serafim Venera                             | Învățam să croșetăm                                                    | [ 45 ]                                                                              |
| 48  | 1972           | Laura Sigarteu Petrina                                      | Ikebana                                                                | Arta aranjării florilor                                                             |
| 49  | 1972           | Rozalia Mureșanu                                            | 300 rețete culinare pentru bolnavii de stomac                          | Ilustrator: Gion Mihail.                                                            |
| 50  | 1972           | Silvia Burbea                                               | Băuturi și dulciuri din fructe                                         | Ilustrator: Done Stan.                                                              |
| 51  | 1972           | N. Nobilescu                                                | Caleidoscop auto                                                       | [ 49 ]                                                                              |
| 52  | 1972           | Natalia Tautu-Stănescu                                      | Supe și ciorbe                                                         | [ 50 ]                                                                              |
| 53  | 1973           | Gabriela Ioan (red.); George M. Gheorghe, Laurențiu Fotescu | Accidente în casă                                                      | Ilustrator: Marinescu Nicolae                                                       |
| 54  | 1973           | Andrei Mihail                                               | Hai la drum!                                                           | Ilustrator: Petre Vulcănescu.                                                       |
| 55  | 1973           | Nicolae Bucur                                               | Mâini îndemânatice traforajul                                          | [ 54 ]                                                                              |
| 56  | 1973           | Valeria Petrescu                                            | Preparate din ouă                                                      | [ 55 ]                                                                              |
| 57  | 1973           | Venera Serafim, Cireșica Kehaia                             | Îmbrăcăminte croșetată pentru femei                                    | [ 56 ]                                                                              |
| 58  | 1973           | Margareta Sfințescu                                         | Stenografie fără profesor                                              | [ 57 ]                                                                              |
| 59  | 1973           | Doina Dragoș                                                | Din bucătăria popoarelor                                               | Ilustrator: Gh. Marinescu.                                                          |
| 60  | 1973           | Ion N. Susala                                               | Ghidul artizanului amator                                              | vol. 1                                                                              |
| 61  | 1973           | Vlăduca Constantin                                          | Barul casei                                                            | [ 61 ]                                                                              |
| 62  | 1974           | Aneta Dumitriu                                              | Am 20 de ani                                                           | Ilustrator: Grigoraș Monica                                                         |
| 63  | 1974           | Smaranda Sburlan, Rafila Weber                              | Modele pe aparatul „Tricorecord”                                       | [ 63 ]                                                                              |
| 64  | 1974           | Irina Dordea                                                | Torturi                                                                | Ilustrator: M. Gion. Ediția a II-a adăugită.                                        |
| 65  | 1974           | Natalia Tautu-Stanescu                                      | Îmbrăcăminte pentru copii până la 3 ani                                | Ilustrator Beatrice Ondrejcsik                                                      |
| 66  | 1974           | Kehaia Ciresica, Serafim Venera                             | ABC în tricotaj. 100 modele                                            | Ilustrator: Al. Săndulescu. Ediția a doua adăugită                                  |
| 67  |                |                                                             |                                                                        | [ 24 ]                                                                              |
| 68  | 1975           | F. Silva                                                    | Din rețetarele farmaciei verzi                                         | Ilustrator: Done Stan.                                                              |
| 69  | 1975           | Rozalia Mureșanu                                            | 300 rețete culinare pentru bolnavii de ficat                           | Ilustrator Done Stan.                                                               |
| 70  | 1975           | Claudiu Vodă, Nicolae Predescu                              | Amuzamente științifice                                                 | [ 69 ]                                                                              |
| 71  | 1975           | Gheorghe Mureșanu                                           | Folosirea și repararea aparatelor electrocasnice                       | [ 70 ]                                                                              |
| 72  | 1975           | Natalia Tautu-Stănescu                                      | Aluaturi foetaje-fursecuri                                             | Ilustrator Olac Vasile.                                                             |
| 73  | 1975           | Olga Tuduri                                                 | Cartea femeii peste 40 de ani                                          | Ilustrator: Monica Grigoraș                                                         |
| 74  | 1975           | Elena Selaru                                                | Florile din grădina mea                                                | [ 73 ]                                                                              |
| 75  | 1975           | Ion Vulcănescu                                              | Hatha-Yoga                                                             | Sport.                                                                              |
| 76  | 1973           | Ion N. Susala                                               | Ghidul artizanului amator                                              | vol. 2                                                                              |
| 77  | 1975           | Șt. Bălănescu, N. Lupsa                                     | Ghidul grădinarului amator                                             | vol. 1                                                                              |
| 78  | 1975           | Șt. Bălănescu, N. Lupsa                                     | Ghidul grădinarului amator                                             | vol. 2 (Cultura acasă a legumelor)                                                  |
| 79  | 1975           | Gheorghe Gheorghe, Theodoru N. George                       | Mama întreabă, medicul răspunde                                        | vol. 1                                                                              |
| 80  | 1975           | Silvius Teodorescu                                          | Vinul casei                                                            | Ilustrator: Nicolaie Nicolaiescu.                                                   |
| 81  | 1975           | Doina Silvia Marian                                         | Fileuri, macrameuri, împletituri croșetate                             | [ 80 ]                                                                              |
| 82  | 1975           | Gheorghe Gheorghe, Theodoru N. George                       | Mama întreabă, medicul răspunde                                        | vol. 2                                                                              |
| 83  | 1975           | Smaranda Sburlan                                            | Mâine suntem invitați                                                  | Sociologie.                                                                         |
| 84  |                |                                                             |                                                                        | [ 24 ]                                                                              |
| 85  | 1976           | Natalia Tautu-Stănesc                                       | Supe și ciorbe                                                         |                                                                                     |
| 86  | 1976           | Valeria Petrescu                                            | Preparate din ouă                                                      |                                                                                     |
| 87  | 1976           | Gh. Mureșanu                                                | Întreținerea și reparația instalațiilor sanitare                       |                                                                                     |
| 88  | 1976           | Silvia Marcus                                               | Rețete culinare pentru bolnavii cardiovasculari                        | [ 83 ]                                                                              |
| 89  | 1976           | Lucreția Oprean                                             | Bucătăria din Transilvania                                             | Ilustrator: Stan Done.                                                              |
| 90  | 1976           | D. C. Mazilu, Giuseppe Navarra                              | Caleidoscop umoristic                                                  | Epigrame, fabule, poezii satirice.                                                  |
| 91  | 1976           | Elena Rusu                                                  | Bucătăria vacanței                                                     | Ilustrator Petre Vulcănescu.                                                        |
| 92  | 1977           | Aurel Crișan                                                | Mapamond filatelic                                                     | [ 87 ]                                                                              |
| 93  | 1977           | Rozalia Mureșanu                                            | 300 rețete culinare pentru bolnavii de ficat                           | Ilustrator Stan Done.                                                               |
| 94  | 1977           | Natalia Tautu-Stănescu                                      | Conservarea legumelor pentru iarnă                                     | [ 89 ]                                                                              |
| 95  | 1977           | Șt. Bălănescu, N. Lupsa                                     | Ghidul grădinarului amator                                             | vol. III                                                                            |
| 96  | 1977           | Georgeta Stoean                                             | Îmbrăcăminte pentru copii de la 3 la 7 ani                             | Ilustrator: Liana Dinculescu-Brănișteanu                                            |
| 97  | 1977           | Viorel Suciu, Gheorghe Szekely                              | Tăiem porcul. Cum îl preparam?                                         | Ilustrator Pompiliu Dumitrescu.                                                     |
| 98  | 1977           | Florica Geormăneanu                                         | 250 prăjituri de casă                                                  | Ilustrator Vasile Olac.                                                             |
| 99  | 1977           | Elena Rusu                                                  | Budinci și sufleuri                                                    | Ilustrator: Petre Vulcănescu                                                        |
| 100 | 1977           | Șt. Bălănescu, N. Lupsa                                     | Ghidul grădinarului amator                                             | vol. IV                                                                             |
| 101 | 1977           | Nic. N. Mihăilescu                                          | Mierea și sănătatea                                                    | Ilustrator Vasile Olac.                                                             |
| 102 | 1978           | Virgil Popa, Ruxandra Nicolescu, Dumitru Dumitrescu         | Câinii, pisicile și noi                                                | vol. 1                                                                              |
| 103 | 1978           | Virgil Popa, Ruxandra Nicolescu, Dumitru Dumitrescu         | Câinii, pisicile și noi                                                | vol. 2                                                                              |
| 104 | 1978           | Dumitru Codăuș                                              | Pasiunea mea, fotografia                                               | [ 99 ]                                                                              |
| 105 | 1978           | Maria Ardeleanu                                             | Pâinea de casă și preparatele din aluat                                | Ilustrator: Stan Done.                                                              |
| 106 | 1978           | Maria Alexandriu-Peiulescu, Horia Popescu                   | Plante medicinale în terapia modernă                                   | [ 101 ]                                                                             |
| 107 | 1978           | Dan Sdrobici, Alexandru Cioara                              | Dulciuri dietetice                                                     | Ilustrator: Stan Done.                                                              |
| 108 | 1978           | Elena Rusu                                                  | Preparate culinare din carne de pasare                                 | Ilustrator: Cristina Călinescu.                                                     |
| 109 | 1978           | Florin Colonaș                                              | Dinți frumoși și sănătoși                                              |                                                                                     |
| 110 | 1978           | Georgeta Septilici                                          | Băuturi din legume                                                     | Ilustrator: Dumitru Bădescu                                                         |
| 111 | 1978           | D.C. Mazilu                                                 | Zigzag umoristic                                                       | [ 105 ]                                                                             |
| 112 | 1979           | Florin Colonaș                                              | Dinți frumoși și sănătoși                                              | vol. 1. Ilustrator: Pompiliu Dumitrescu                                             |
| 113 | 1979           | Florin Colonaș                                              | Dinți frumoși și sănătoși                                              | vol. 2                                                                              |
| 114 | 1979           | Andrei Popescu                                              | Colegul și prietenul meu                                               | Ilustrator: Arh. Florin Cosimbescu                                                  |
| 115 | 1979           | Nicolae Mareș                                               | ABC-ul comportării civilizate                                          | Ilustrator Done Stan.                                                               |
| 116 | 1979           | Natalia Tautu-Stănescu                                      | Aluaturi foetaje-fursecuri                                             |                                                                                     |
| 117 | 1979           | Silviu Sorin Trusca                                         | Să construim singuri jucării și alte obiecte utile                     | [ 110 ]                                                                             |
| 118 | 1979           | Sanda Faur                                                  | Politețea la toate orele zilei                                         | Ilustrator: Matty Aslan.                                                            |
| 119 | 1980           | Ileana Iliescu                                              | Îngrijiri cosmetice                                                    |                                                                                     |
| 120 | 1980           | Elena Barnea                                                | Igiena locuinței și sănătatea familiei                                 | Ilustrator: Alexandru Andrei.                                                       |
| 121 | 1980           | Anca Șoimulescu-Ciușca                                      | Tricotaje în relief                                                    |                                                                                     |
| 122 | 1980           | Marian Firimiță                                             | Exercițiul fizic, un valoros medicament natural                        | vol. 1                                                                              |
| 123 | 1980           | Florica Geormăneanu                                         | Creme și înghețate                                                     | Ilustrator: Vasile Olac.                                                            |
| 124 | 1980           | Georgeta Stoean                                             | Croitorie.                                                             | Carte pentru tineret. Ilustrator: Olga Calboreanu.                                  |
| 125 | 1980           | Claudiu Vodă                                                | Recreații științifice                                                  | [ 116 ]                                                                             |
| 126 | 1980           | Ștefan Deleanu                                              | Pasări exotice de decor                                                | lustrator: Valeria Paulian                                                          |
| 127 | 1980           | Ioan Năstoiu                                                | Ghidul sanitar al călătorului                                          | [ 118 ]                                                                             |
| 128 | 1980           | Viniciu Gafița, Petre Nedel                                 | Pe cărări de munte                                                     | [ 119 ]                                                                             |
| 129 | 1981           | Maria Ardeleanu                                             | Preparate din pește                                                    |                                                                                     |
| 130 | 1981           | George M. Gheorghe                                          | Dialog despre sănătate                                                 | vol. 1                                                                              |
| 131 | 1981           | George M. Gheorghe                                          | Dialog despre sănătate                                                 | vol. 2                                                                              |
| 132 | 1981           | Rozalia Mureșanu                                            | 300 rețete culinare pentru bolnavii de rinichi                         | Gastronomie, sănătate                                                               |
| 133 | 1981           | Elena Poleac                                                | Preparate culinare din ciuperci                                        | [ 123 ]                                                                             |
| 134 | 1981           | Arcadie Percek                                              | Relaxarea                                                              | Gimnastica omului modern                                                            |
| 135 | 1981           | Avram D. Tudosie                                            | Cultura viței de vie pe lângă casă                                     | [ 125 ]                                                                             |
| 136 | 1980           | Marian Firimiță                                             | Exercițiul fizic un valoros medicament natural                         | vol. 2                                                                              |
| 137 | 1982           | Ileana Șerbănescu-Berar                                     | Cu sau fără sare?                                                      | [ 127 ]                                                                             |
| 138 | 1982           | Luca Gherasim                                               | Îmi zugrăvesc singur casa                                              | Văruieli și zugrăveli simple pe aza de clei.                                        |
| 139 | 1982           | Luca Gherasim                                               | Îmi zugrăvesc singur casa                                              | Zugrăveli și decorative în relief Vol II                                            |
| 140 | 1982           | Haralambie Popescu                                          | Cultura legumelor pe lângă casă                                        | [ 129 ]                                                                             |
| 141 | 1983           | George M. Gheorghe                                          | Caleidoscopul sănătății                                                | [ 130 ]                                                                             |
| 142 | 1983           | Elena Rusu                                                  | Din bucătăria țărănească tradițională                                  | [ 131 ]                                                                             |
| 143 | 1983           | Tamara Graneanu                                             | Sfaturi gospodărești pentru tinere                                     | [ 132 ]                                                                             |
| 144 | 1983           | Valentin Filip                                              | Alergia produsă de plante, animale și pesticide                        | Ilustrator: Vasile Olac                                                             |
| 145 | 1983           | Dumitru Chetraru                                            | Materialele plastice în casa și în grădina noastră                     | [ 134 ]                                                                             |
| 146 | 1983           | Teodor Martin                                               | Tăierea și conducerea viței de vie pe lângă casă                       | [ 135 ]                                                                             |
| 147 | 1983           | Neculai Barabas                                             | Pasiunea mea, acvaristică                                              | [ 136 ]                                                                             |
| 148 | 1984           | Ioan Năstoiu                                                | Analizele medicale în viața noastră                                    | [ 137 ]                                                                             |
| 149 | 1984           | Tamara Grăneanu                                             | Conserve din legume și fructe                                          | [ 138 ]                                                                             |
| 150 | 1984           | Mihai Santa, Florin Santa                                   | Câinele-lup                                                            | Animale de companie.                                                                |
| 151 | 1984           | Margareta Tomescu, Agneta Batca                             | Vopsitul tradițional și modern în gospodărie                           | [ 140 ]                                                                             |
| 152 | 1985           | Paulina Rozolimo                                            | Scoaterea petelor                                                      | [ 141 ]                                                                             |
| 153 | 1985           | Natalia Tautu-Stanescu                                      | Dulciuri de casă                                                       | vol. 1                                                                              |
| 154 | 1985           | Natalia Tautu-Stanescu                                      | Dulciuri de casă                                                       | vol. 2                                                                              |
| 155 | 1985           | George M. Gheorghe                                          | Dialog despre natură și sănătate                                       | [ 143 ]                                                                             |
| 156 | 1985           | Virginia Nicolau, Vadim Nesterov, Viorel Suciu              | Blănurile naturale. Recoltare, prelucrare si intretinere in gospodarie | [ 144 ]                                                                             |
| 157 | 1985           | Ileana Beresiu, Ruxandra Ciofu, Laurențiu Frumușelu         | Preparate culinare din legume mai puțin folosite                       | [ 145 ]                                                                             |
| 158 | 1985           | Ioan Savu                                                   | Creșterea albinelor în gospodărie                                      | [ 146 ]                                                                             |
| 159 | 1985           | Ion Gherman, Dan Pospai                                     | Omul și sănătatea în societatea modernă                                | [ 147 ]                                                                             |
| 160 | 1986           | Luca Gherasim                                               | Îmi zugrăvesc singur casa                                              | vol. 1                                                                              |
| 161 | 1986           | Luca Gherasim                                               | Îmi zugrăvesc singur casa                                              | vol. 2                                                                              |
| 162 | 1986           | Florica Geormăneanu                                         | Prăjituri cu fructe                                                    | [ 149 ]                                                                             |
| 163 | 1986           | Dorina Martin, Mihai Martin                                 | Băuturi de casa din fructe și legume                                   | [ 150 ]                                                                             |
| 164 | 1986           | Ion Gherman                                                 | Prevenirea bolilor parazitare                                          | [ 151 ]                                                                             |
| 165 | 1986           | Virginia Nicolau                                            | Prepararea vânatului                                                   | [ 152 ]                                                                             |
| 166 | 1986           | Aurel Popa                                                  | Degustarea vinurilor                                                   | [ 153 ]                                                                             |
| 167 | 1986           | D.C. Mazilu, Gh. Zarafu                                     | Umor pe ogor                                                           | Ilustrator: Pompiliu Dumitrescu                                                     |
| 168 | 1987           | Arcadie Percek                                              | Terapeutica naturistă                                                  | [ 155 ]                                                                             |
| 169 | 1987           | Titus Catelly                                               | Cartoful, banalitate sau miracol?                                      | [ 156 ]                                                                             |
| 170 | 1986           | Abel Daraban                                                | Caleidoscop informativ cetățenesc                                      | [ 157 ]                                                                             |
| 171 | 1987           | Pavel Mureșan                                               | Culoarea în viața noastră                                              | [ 158 ]                                                                             |
| 172 | 1987           | Vadim Nesterov                                              | Fumul și utilizarea lui în gospodărie                                  | [ 159 ]                                                                             |
| 173 | 1987           | Stere Stavrositu                                            | Meniul. De la preparare la servire                                     | [ 160 ]                                                                             |
| 174 | 1987           | George M. Gheorghe                                          | Caleidoscop instructiv educativ                                        | vol. 1                                                                              |
| 175 | 1987           | George M. Gheorghe                                          | Caleidoscop instructiv educativ                                        | vol. 2                                                                              |
| 176 | 1988           | Abel Dărăban                                                | Întreținerea vestimentației                                            | [ 163 ]                                                                             |
| 177 | 1989           | Ioan Năstoiu                                                | ABC-ul primului ajutor                                                 | ISBN 973-40-0029-2                                                                  |
| 178 | 1988           | Stere Stavrositu, Ecaterina Stavrositu                      | Semipreparatele în bucătăria modernă                                   | [ 165 ]                                                                             |
| 179 | 1988           | George M. Gheorghe                                          | Totul despre sănătate                                                  | vol. I.                                                                             |
| 180 | 1988           | George M. Gheorghe                                          | Totul despre sănătate                                                  | vol. II.                                                                            |
| 181 | 1988           | Ion M. Pușca                                                | Băuturi spumante în gospodărie                                         | [ 167 ]                                                                             |
| 182 | 1991           | Arcadie Percek                                              | Universul complex al insomniei                                         | ISBN 973-40-0073-X                                                                  |
| 183 |                |                                                             |                                                                        | [ 24 ]                                                                              |
| 184 | 1990           | Dinu Mareș                                                  | Apicultura în tradiția poporului nostru                                | [ 169 ]                                                                             |
| 185 | 1990           | Nicolae Armeș                                               | ABC-ul comportării civilizate                                          | ISBN 973-40-0097-7 Ilustrator Done Stan.                                            |
| 186 | 1992           | Maria Coroamă                                               | Preparate culinare din legume                                          | ISBN 973-40-0059-4                                                                  |
| 187 | 1989           | Constantin Mircea Muntean                                   | Să executăm singuri placaje și pardoseli în locuință                   | ISBN 973-40-0056-X                                                                  |
| 188 | 1990           | George M. Gheorghe                                          | Dialog despre sănătatea femeii și a copilului                          | vol. 1                                                                              |
| 189 | 1990           | George M. Gheorghe                                          | Dialog despre sănătatea femeii și a copilului                          | vol. 2. ISBN 973-40-0114-0                                                          |
| 190 | 1990           | Natalia Tăutu-Stănescu                                      | Cămara iernii                                                          | vol. 1                                                                              |
| 191 | 1990           | Natalia Tăutu-Stănescu                                      | Cămara iernii                                                          | vol. 2. ISBN 973-40-0037-x                                                          |
| 192 | 1990           | Maria-Marta Pleșa                                           | Dulciuri pentru toate anotimpurile                                     | vol. I. ISBN 973-40-0027-6                                                          |
| 193 | 1990           | Maria-Marta Pleșa                                           | Dulciuri pentru toate anotimpurile                                     | vol. II. ISBN/ 973-40-0026-7                                                        |
| 194 | 1991           | Irina Holdevici, Ilie P. Vasilescu                          | Logică și perspicacitate                                               | ISBN 973-40-0158-2                                                                  |
| 195 | 1990           | Liliana Pașca                                               | Produse naturale folosite în cosmetică                                 | [ 178 ]                                                                             |
| 196 | 1990           | Pavel Mureșan                                               | Învățarea eficientă și rapidă                                          | ISBN 973-40-0023-3                                                                  |
| 197 | 1991           | Gineta Stoenescu                                            | Zece minute pentru frumusețe                                           |                                                                                     |
| 198 | 1992           | Adrian Vasilica Mozaceni                                    | Plante indigene în tratamentul bolilor de piele și în cosmetică        | ISBN 973-40-0172-8                                                                  |
| 199 | 1992           | Natalia Glovatchi, Petru Schlupek                           | Prăjituri de casă                                                      | ISBN 973-40-0222-8                                                                  |
| 200 | 1992           | Arcadie Percek                                              | Marea, izvor de sănătate                                               | ISBN 973-40-0236-8                                                                  |
| 201 | 1992           | Arcadie Percek                                              | Muntele, izvor de sănătate                                             | ISBN 973-40-0237-6                                                                  |
| 202 | 1992           | Gheorghe Mihalca, Veronica Mihalca                          | Păstrarea alimentelor în gospodărie prin congelare                     | ISBN 973-40-0135-3                                                                  |
| 203 | 1992           | Liliana Podoleanu, Emilia Podoleanu, Mihail Popescu         | Preparate lacto-vegetariene                                            | ISBN 973-40-0227-9                                                                  |
| 204 | 1992           | Ovidiu Bojor, Mircea Alexan, Dumitru Burduc                 | Farmacia casei                                                         | [ 186 ]                                                                             |
| 205 | 1992           | Emilian M. Dobrescu (coord.)                                | Teste pentru autocunoaștere și amuzament                               | ISBN 973-40-0000-4                                                                  |
| 206 | 1992           | Stănescu                                                    | Supe și ciorbe                                                         |                                                                                     |
| 207 | 1992           | Nina Sahnazarov                                             | Dulciuri pentru diabetici                                              | [ 188 ]                                                                             |
| 208 | 1992           | C. M. Armeanu                                               | Yoga - o necesitate pentru omul modern                                 | ISBN 973-40-0238-4                                                                  |
| 209 |                |                                                             |                                                                        | [ 24 ]                                                                              |
| 210 | 1992           | Arcadie Percek                                              | Universul complex al memoriei                                          | ISBN 973-40-0205-8                                                                  |
| 211 | 1993           | Ovidiu Bojor                                                | Plantele în elixirele dragostei                                        | ISBN 973-40-0259-7                                                                  |
| 212 | 1993           | Irina Holdevici                                             | Psihologia succesului                                                  | ISBN 973-40-0257-0                                                                  |
| 213 | 1993           | C. Berca                                                    | Prevenirea hepatitelor virale                                          |                                                                                     |
| 214 | 1993           | Vadim Nesterov                                              | Blănurile de vânat                                                     | [ 193 ]                                                                             |
| 215 | 1994           | Ioan Năstoiu                                                | ABC-ul longevității                                                    | ISBN 973-40-0270-8                                                                  |
| 216 | 1993           | Irina Holdevici, Ilie P. Vasilescu                          | Psihoterapia                                                           | ISBN 973-40-0278-3                                                                  |
| 217 | 1994           | Georgeta Septilici                                          | Gustări reci, gustări calde, salate                                    | [ 196 ]                                                                             |
| 218 | 1993           | Ida Schottek                                                | Să cunoaștem metalele și pietrele prețioase                            | ISBN 973-40-0265-1                                                                  |
| 219 | 1994           | Gineta Stoenescu                                            | Corectați-va atitudinea corpului                                       | [ 198 ]                                                                             |
| 220 | 1994           | Ileana Șerbănescu-Berar                                     | Silueta prin alimentație echilibrată                                   | ISBN 973-40-0284-8                                                                  |
| 221 | 1994           |                                                             |                                                                        | [ 24 ]                                                                              |
| 222 | 1994           | Agneta Bâtcă                                                | 1001 sfaturi practice pentru gospodăria dumneavoastră                  | [ 200 ]                                                                             |
| 223 | 1994           | Veronica Brote                                              | Preparate culinare din carne                                           | ISBN 973-40-0291-0                                                                  |
| 224 | 1994           | Smaranda Sburlan                                            | Avem invitați... suntem invitați                                       | ISBN 973-40-0295-3                                                                  |
| 225 |                |                                                             |                                                                        | [ 24 ]                                                                              |
| 226 | 1995           | Irina Holdevici                                             | Autosugestie și relaxare                                               | ISBN 973-40-0318-6                                                                  |
| 227 | 1995           | Smaranda Sburlan                                            | Rețete culinare pentru familia mea                                     | ISBN 973-40-0296-1                                                                  |
| 228 | 1996           | Maria Marta Plesa                                           | Cozonaci, prăjituri și aperitive din aluat dospit                      | ISBN 973-40-0362-3                                                                  |
| 229 |                |                                                             |                                                                        | [ 24 ]                                                                              |
| 230 | 1998           | Irina Holdevici                                             | Psihoterapia tulburărilor anxioase                                     | ISBN 973-40-0420-4                                                                  |
| 231 | 1998           | Smaranda Sburlan, Valeriu Manta                             | Cartea gospodinei moderne                                              | ISBN 973-40-0428-x                                                                  |
|     |                |                                                             |                                                                        | [ 24 ]                                                                              |

### Altele
| Tip  | Data apariției | Autor(i)                                                                   | Titlu                                                         | Note / Ref.                               |
| ---- | -------------- | -------------------------------------------------------------------------- | ------------------------------------------------------------- | ----------------------------------------- |
|      |                |                                                                            |                                                               | [ 24 ]                                    |
| AC   | 1979           | Vasilica Zidaru-Popa                                                       | Garnituri din lasetă                                          | [ 209 ]                                   |
| AC   | 1979           | Smaranda Sburlan                                                           | Chilimuri                                                     | [ 210 ]                                   |
| AC   | 1981           | Iustina Băluțeanu                                                          | Țesături decorative                                           | [ 211 ]                                   |
| AC   | 1981           | Elena Cupărencu, Smaranda Sburlan                                          | Cusături din nordul Moldovei                                  | [ 212 ]                                   |
| AC   | 1983           | Georgeta Stoean                                                            | Mașina de cusut în ajutorul gospodinei                        | Ilustrator: Olga Calboreanu. 220 x 243 mm |
| AC   | 1983           | Smaranda Sburlan                                                           | Croșeta de aur                                                | [ 214 ]                                   |
| AC   | 1983           | Liliana Podoleanu, Emilia Podoleanu                                        | Cusături populare din zona Argeșului                          | [ 215 ]                                   |
| AC   | 1984           | Emilia Moisescu                                                            | Tricotaje în culori                                           | [ 216 ]                                   |
| AC   | 1984           | Elena Niță Ibrian, Nicolae Dunăre                                          | Broderii tradiționale și artizanate moldovenești              | [ 217 ]                                   |
| AC   | 1984           | Vasilica Zidaru-Popa                                                       | Garnituri vestimentare din dantelă                            | [ 218 ]                                   |
| Sup. | 1985           | Arcadie Percek                                                             | Medicamentul, acest necunoscut                                | [ 220 ]                                   |
| AC   | 1985           | Georgeta Stoean                                                            | Tricotaje pentru copii și tineret                             | Ilustrator: Mariana Ghiuta.               |
| AC   | 1987           | Mihaela Timofte Cociș                                                      | Croitorie practică                                            | 220 x 240 mm                              |
| AC   | 1987           | Smaranda Sburlan                                                           | Tricotaje dantelate                                           | 220 x 240 mm                              |
| AC   | 1988           | Ștefan Ivănescu, Marin Olteanu, Emilian Bărbulescu                         | Împletituri din nuiele, papură, foi de porumb și paie         | 220 x 235 mm                              |
| AC   | 1988           | Mariana Bengescu                                                           | Goblenul în decorațiuni interioare și accesorii vestimentare  | [ 225 ]                                   |
| AC   | 1988           | Liliana Podoleanu, Mihail Popescu                                          | Broderie artistică                                            | 220 x 240 mm                              |
| AC   | 1988           | Liliana Podoleanu, Mihail Popescu                                          | Broderii                                                      | 220 x 230 mm                              |
| AC   | 1989           | Draga Neagu                                                                | Accesorii vestimentare                                        | [ 228 ]                                   |
| AC   | 1989           | Liliana-Elena Neagu                                                        | Mici obiecte vestimentare și decorative din materiale diverse | 220 x 230 mm ISBN 973-40-0035-7           |
| AC   | 1991           | Maria Mihaela Orhidan                                                      | Macrameuri                                                    | 220 x 235 mm. ISBN 973-40-0117-5          |
| AC   | 1991           | Gineta Stoenescu                                                           | Zece minute pentru frumusețe                                  | ISBN 973-40-0159-0                        |
| Sup. | 1992           | David Davidescu, Velicica Davidescu, Amelia Militiu, Lilian Popescu-Pompei | Din secretele florilor                                        | ISBN 973-40-0203-1                        |
| AC   | 1993           | Margareta Bara, Felicia Vlad                                               | Tricotaje pentru diferite ocazii                              | ISBN 973-40-0240-6                        |

## Legături externe
- Cărți din colecției Caleidoscop la  printrecarti.ro

## Vezi și
- Catalogul colecției ABC (Editura Ion Creangă)
- Catalogul colecției Alfa